# Treno (Mondo Verde)
Treno is een stalen achtbaan in het Nederlandse thema-, attractie- en dierenpark Wereldtuinen Mondo Verde in Landgraaf.

## Geschiedenis
De achtbaan werd gebouwd door de Duitse attractiebouwer Zierer naar het model Tivoli Medium. De attractie werd in 1977 geopend als Lilla Bergbanan in het Zweedse attractiepark Liseberg en is een van de eerste Tivoli Medium modellen die gebouwd is. Van 1986 tot 2008 ging de attractie in Liseberg door het leven als Cirkusexpressen, totdat het in 2009 werd verplaatst naar Mondo Verde. Daar opende de achtbaan als Wilde Tijger Achtbaan, ookwel 'Achtbaan'. Tegenwoordig heet de attractie Treno.

## Technische gegevens
Het parcours van Treno is 200 meter lang en 6 meter hoog. De maximumsnelheid is 32 km/u. De rit duurt 1:36 minuten en de attractie gaat per rit 2 rondjes over het traject.
De achtbaan heeft één achtbaantrein, met 12 wagons en per wagon 1 rij van 2 personen, die wordt opgetakeld met een wieloptakeling. De eerste kar van de achtbaantrein heeft een vorm van een locomotief.